# علم تونس
عَلَمُ الجُمْهُورِيَّةِ التُّونِسِيَّةِ، هو علم أحمر تتوسطه دائرة بيضاء بها نجم ذو خمسة أشعة يحيط به هلال أحمر، قرر باي تونس حسين باي بن محمد إنشاء علم لتونس، قريب في المظهر من العلم الحديث، بعد معركة نافارين في 20 أكتوبر 1827، في عام 1831 تمت الموافقة عليه رسميًا. في هذا الشكل، كان العلم موجودًا خلال فترة الحماية الفرنسية، وفي 1 يونيو 1959، تم إعلانه علم الدولة للجمهورية التونسية (وفقًا لدستور البلاد). في 30 يونيو 1999، تم توضيح أبعاد وتصميم العلم بموجب قانون خاص، ظل المظهر العام للعلم دون تغيير تقريبًا.
الهلال والنجم اللذان يظهران على علم تونس هما رمزان تقليديان للإسلام، ويُعتبران أيضًا رمزين لحسن الحظ. ورُسم الهلال والنجم على علم الدولة العثمانية التي كانت تونس جزءًا منها، تعكس الرموز الحالية لتونس هذا الارتباط التاريخي، وهذا هو السبب في أن العلم يشبه علم تركيا.

## تاريخ العلم

### المعايير السابقة
حتى منتصف القرن الثامن عشر، كانت اللافتات المرفرفة في تونس أو في الجزء العلوي من السفن التابعة لها غير واضحة. ومع ذلك، يمكننا أن نميز، من خلال مصادر مختلفة، بعض الثوابت كوجود هلال ذو اتجاهات مختلفة ووجود الألوان الأحمر، الأبيض، الأزرق والأخضر. بعد ذلك، وحتى أوائل القرن التاسع عشر، حدد العلم المتكون من خطوط أفقية زرقاء وحمراء وخضراء الوصاية العثمانية على تونس. هذا النوع من الأعلام متعددة الخطوط وذات الألوان غير المنتظمة الموجودة على أعلى السفن من شمال إفريقيا استخدم بكثرة ويبدو أن أعلاما مماثلةً قد استخدمت في القارة ولكن مع ألوان وأشكال مختلفة. وعلاوة على ذلك، وفقا لأتفرييد نوبكير (Ottfried Neubecker)، كان لباي تونس أيضا شعار خاص به. ويبدو أن هذا لم يكن أكثر من مجرد لافتة شخصية، بسبب وجوده في قصر باردو، وقصبة تونس وسفن البحرية التونسية، ظهر أيضا في وسط شعار البايات وقد استخدم في مناسبات عديدة - بما في ذلك إعلان الدستور العثماني بتاريخ 21 مارس 1840 - حتى إلغاء النظام الملكي في 25 يوليو 1957.
ربما صِيغ العلم من قبل حسين باي الثاني، على الرغم من أن بعض المصادر تتبع فرضية ظهوره في القرن الخامس عشر، وهو علم مستطيل مقسم إلى تسع خطوط متوازية، الخط الأوسط ذو عرض مزدوج ولون أخضر والخطوط الأخرى بالتناوب بين الأصفر والأحمر. يحتوي الخط الأخضر في وسطه على سيف ذو الفقار (سيف علي)، والخنجر ذو فرعين باللون الأبيض مع مقبض ملون. أما بالنسبة للخطوط الصفراء والحمراء، فتحتوي على خمسة رموز متابعدة بنفس المسافة والتي تتكرر بالتناوب في كل خط. وتنقسم هذه الرموز إلى فئتين: نجمة سداسية تحتوي على دائرة بلون مختلف - نجمة حمراء ودائرة خضراء أو نجمة بيضاء ودائرة زرقاء - ودائرة مع دائرة صغيرة بلون مختلف - دائرة رئيسية زرقاء ودائرة صغيرة حمراء أو دائرة رئيسية خضراء مع دائرة صفراء صغيرة - وتقع في الجزء الأسفل من اليمين. أول خط أصفر يحتوي على ثلاثة نجوم حمراء واثنين من الدوائر الزرقاء. الخط الثاني يحتوي على ثلاث دوائر خضراء واثنين من النجوم البيضاء. والثالث مطابق للأول، باستثناء نجمة بيضاء في وسطه، في حين أن الرابع مطابق للثاني.

الأعلام قبل القرن التاسع عشر
علم الدولة الفاطمية بتونس (909–1171)
أحد أعلام الدولة الحفصية بتونس (1230–1574)
أحد أعلام الدولة الحفصية بتونس (القرن الخامس عشر الميلادي)
علم إيالة تونس (1574–1705)
علم الدولة الحسينية (1574–1827)

### أصل العلم الحالي

علم غير رسمي استخدم خلال الاحتلال الفرنسي وظهر في عدد صادر لـ[Flag Bulletin].

العديد من الدول الإسلامية على الساحل الجنوبي للبحر الأبيض المتوسط تستخدم علمًا يهيمن عليه اللون الأحمر مستوحى من علم الدولة العثمانية. في حالة تونس، وبعد تدمير شعبة البحرية التونسية خلال معركة نافارين في 20 أكتوبر 1827، قرر الباي الحسيني حسين باي الثاني اعتماد علم لاستخدامه من قبل الأسطول التونسي، لتمييزه عن الأساطيل الأخرى، وقد أُضيف له دائرة بيضاء، بالإضافة إلى هلال ونجمة وهما رمزان موجودان بالفعل في المجوهرات، والفن والهندسة المعمارية التونسية. هذا هو الظرف ظهور العلم، الذي صمم عام 1831 أو عام 1835 وفقا للمصادر، وأضفى عليه أحمد باي بن مصطفى طابعا رسميا عام 1837.

أول علم لتونس منذ اعتماده في 20 أكتوبر 1827.

الراية البحرية التونسية من ثلاثينيات القرن التاسع عشر، والعلم الوطني لتونس من 1831 إلى 1999، مع هلال أرق قليلاً من التصميم الحالي.

ومنذ ذلك الحين، لدى تونس علم يشبه علم تركيا، مستوحًى من علم الدولة العثمانية. ويختلف العلمان فألوان الهلال والنجمة معكوسة مع دائرة بيضاء في العلم التونسي ومع اختلاف موقع الشعارين: في العلم التركي الشعاران موضوعان بجانب بعضيهما في حين، تحيط النجمة بالهلال في قرص أبيض بوسط العلم التونسي.

### الاحتلال الفرنسي
خلال الاحتلال الفرنسي لتونس، «لم تقم السلطات الفرنسية بأي تغييرات في العلم التونسي». رغم ذلك، العدد 195 في Flag Bulletin الذي نشر في خريف عام 2000 أشار إلى استخدام علم موجود في زاويته اليسرى العليا علم فرنسا خلال الاحتلال الفرنسي. وقد كان «غير رسمي»، واستخدم لفترة قصيرة. وفي نفس الموضوع، أعلن ويتني سميث أن «تعديلا غير رسمي من العلم الوطني التونسي، استخدم لبضع سنوات، وقال إن الألوان الثلاثة للعلم الفرنسي وضعت في أعلى يسار العلم». وأكمل تصريحاته قائلا:

« أبقت تونس تحت الاحتلال الفرنسي علمها الوطني في البر والبحر، ولكن في أواخر القرن التاسع عشر أو أوائل القرن العشرين، تم استخدام نسخة غير رسمية من العلم. في عام 1925، قُدم اقتراح رسمي لإضفاء الطابع الرسمي على العلم ولكن لم يتخذ أي إجراء. العلم الظاهر على غلاف العدد [Flag Bulletin]، لا يبدو أنه مثبت من أي مصدر علمي. »

بدأ الخلط بعدد صدور عدد الصحيفة اليومية الفرنسية لو بوتي جورنال (بالفرنسية: Le Petit Journal) في 24 يوليو 1904 بمناسبة الزيارة التي قام بها باي تونس إلى فرنسا، الذي استنسخ مثالا يظهر العلم المستخدم أثناء زيارته لفندق أوتيل دي فيل دي باري (بالفرنسية: Hôtel de ville de Paris). ولكنه ليس من المؤكد أن المراسل كان في المكان.

### الاتحاد مع ليبيا

مخطط علم "الجمهورية العربية الإسلامية" حسب الوصف الوارد في كتاب الطاهر بلخوجة.

الاتحاد المقترح بين تونس وليبيا، بين 1973 و1974، يؤدي تقريبا إلى توحيد تونس والجمهورية العربية الليبية. عقب اجتماع بين الحبيب بورقيبة ومعمر القذافي، قرأ وزير الخارجية التونسي محمد المصمودي البيان المشترك:

« شكل البلدان جمهورية واحدة، الجمهورية العربية الإسلامية مع دستور واحد، علم واحد، رئيس واحد، جيش واحد ونفس الهيئات التنفيذية والتشريعية والقضائية وسيتم إجراء استفتاء في 18 يناير 1974.  »

ولكن، في مواجهة الاعتراضات التي ظهرت سواء داخل النظام التونسي وخارجه، اضطر بورقيبة إلى التراجع والتخلي عن المشروع، بدعوى عدم دستورية الاستفتاء. اتخذ العلم نفس ألوان العلم الليبي، والمعتمد بين عامي 1972 و1977 ولكن حل محل الصقر في وسط هذا العلم النجمة والهلال الأحمران في العلم التونسي، وقد سن العلم في المعاهدة وتم وصفه كالآتي:

« علم: النجمة والهلال التونسيان في منتصف الأبيض، ثم الأحمر والأسود. »

## وصف العلم

مقاييس العلم التونسي قبل 1999.

مقاييس العلم التونسي منذ 1999.

القانون العضوي رقم 99-56 المؤرخ في 30 يونيو 1999، المعتمد يوم 3 يوليو من قبل مجلس النواب، أضفى الرسمية لأول مرة على العلم التونسي، وينص في المادة 4 من الدستور أن للعلم شكلا مستطيلاً بلون أحمر وأن عرضه يساوي ثلثي طوله. في منتصف العلم دائرة بيضاء على أن قطرها يساوي ثلث طول المستطيل ومركزها نقطة تقاطع أقطار المستطيل.
في الدائرة نجمة حمراء خماسية على أن مركزها في الموسط العمودي على يمين مركز الدائرة وعلى مسافة تساوي واحد على ثلاثين من طول العلم في الاتجاه المعاكس إلى الجانب المعلق بالسارية.
يتم تحديد نهايات فروع النجم باعتماد دائرة وهمية مركزها مطابق لمركز النجمة، قطرها يساوي 15٪ من طول العلم. وجميع نهايات النجمة متابعدة نفس المسافة، وتقع نهاية واحدة منها على الموسط العمودي للعلم، وإلى اليسار من مركز الدائرة. والنجمة محاطة من الجانب المعلق بالسارية بهلال أحمر مكون من تقاطع قوسين، قوس خارجي مركزه مركز الدائرة وقطره يساوي ربع طول العلم، وقوس داخلي مركزه مركز النجمة وقطره يساوي خمس طول العلم.
وعلاوة على ذلك، في الجزء العلوي من علم رئيس الجمهورية وباللون الذهبي كتبت عبارة للوطن.
وتنص المادة (4) على وجود ملف تقني يحتوي على نموذج من العلم، أقيسته المختلفة، طريقة رسمه فضلا عن المواصفات الفنية للونه. وهذه الأخيرة يمكن أن تكون مشفرة على النحو التالي:
يتم تعريف العلم التونسي في المادة 4 من دستور 1 يونيو 1959 على النحو التالي:

« علم الجمهورية التونسية أحمر تتوسطه دائرة بيضاء بها نجم ذو خمس أشعة يحيط به هلال أحمر حسبما يبينه القانون. »

تم تعديل النص قليلا في المادة 4 من دستور 27 يناير 2014 على النحو التالي:

« علم الجمهورية التونسية أحمر، يتوسطه قرص أبيض به نجم أحمر ذو خمسة أشعة يحيط به هلال أحمر حسبما يضبطه القانون. »

### مخطط الألوان
|                                      | أحمر          | أبيض        |
| ------------------------------------ | ------------- | ----------- |
| النموذج اللوني أحمر أخضر أزرق        | 206-17-38     | 255-255-255 |
| شركة بانتون المتحدة                  | 186           | لا          |
| النموذج اللوني سيان ماجنتا أصفر أسود | 0, 100, 92, 9 | 0, 0, 0, 0  |

## رمزية العلم

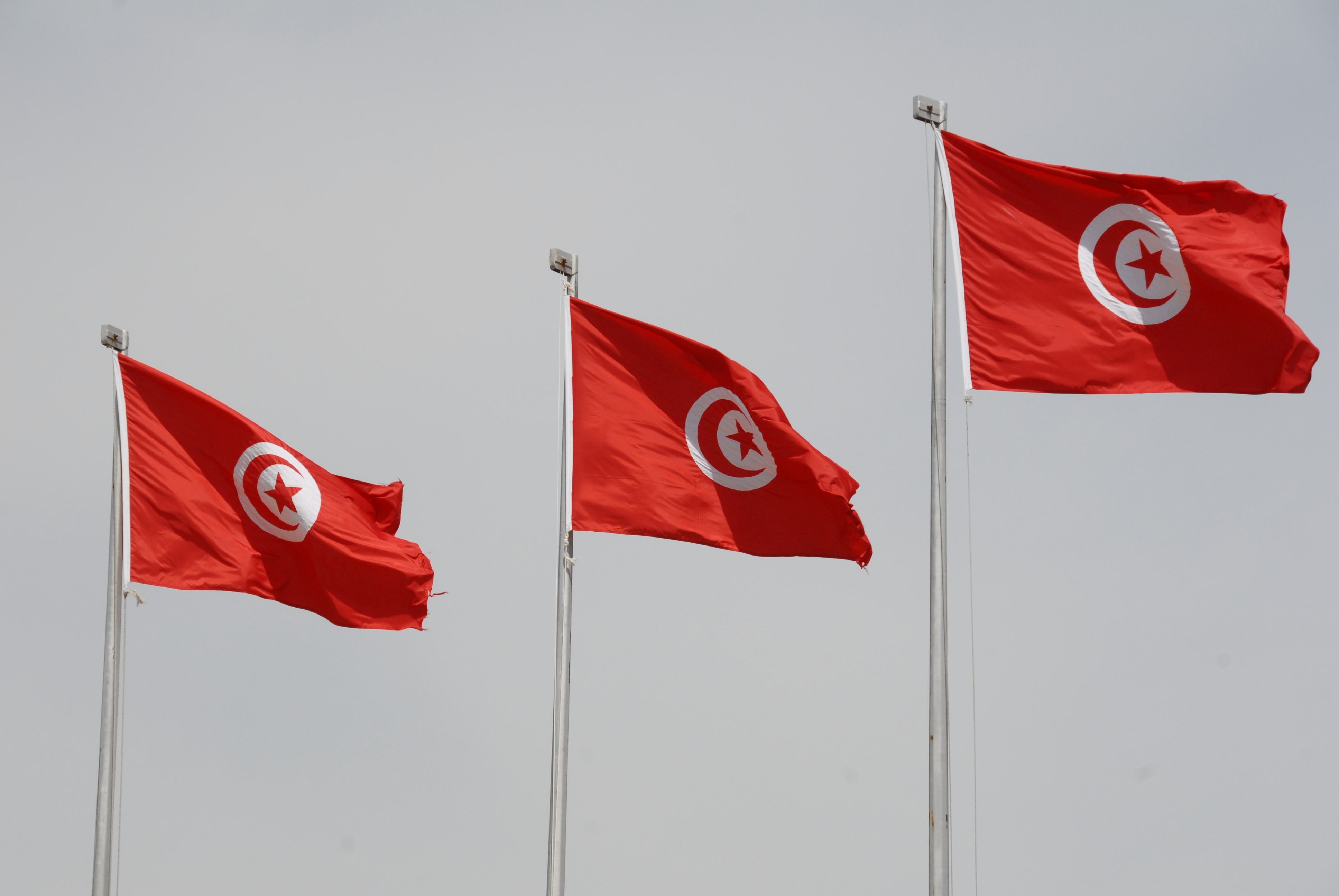
مجموعة أعلام لتونس.

حسب سفارة تونس في فرنسا، تمثل الخلفية الحمراء دماء الشهداء الذين سقطوا خلال الحملات الصليبية قبل مجيء العثمانيين بتاريخ 1574، عندما كانت الأراضي ما تزال في أيدي الإسبان. تفسير آخر وهو أن «الأحمر في علم الباي ينشر الضوء في جميع أنحاء العالم الإسلامي». يرمز الأبيض إلى السلام في حين أن الهلال يرمز لوحدة جميع المسلمين وفروع النجمة تشير إلى أركان الإسلام الخمسة.
وفقًا للودفيك موتشا، مؤلف موسوعة ويبستر المختصرة للأعلام وشعارات النبالة، فإن القرص الأبيض الموجود في وسط العلم يمثل الشمس. تم استخدام الهلال الأحمر والنجمة الخماسية، وهما رمزان قديمان للإسلام، بشكل ملحوظ على علم الدولة العثمانية وظهرا منذ ذلك الحين على العديد من أعلام الدول الإسلامية. الهلال، من وجهة نظر مراقب عربي، من المفترض أن يجلب الحظ السعيد. اللون الأحمر هو رمز المقاومة ضد السيادة التركية. يذكر ويتني سميث أن الهلال تم رسمه لأول مرة على المعايير والمباني في ولاية قرطاج البونيقية، الواقعة في تونس الحالية.
منذ ظهورها على علم الدولة العثمانية، تم تبنيها على نطاق واسع من قبل الدول الإسلامية، وأصبحت تُعرف باسم رموز الإسلام، في حين أنها في الواقع قد تكون رموزًا ثقافية. وبالمثل، غالبًا ما يتم تمثيل الشمس مع الهلال على القطع الأثرية البونيقية القديمة وترتبط بالديانة البونية القديمة، خاصةً مع علامة تانيت.

## بروتوكول

الخاص رئيس الجمهورية التونسية حيث تظهر عبارة للوطن

مدورة معدات الجيش التونسي

اليوم، يوضع العلم التونسي على جميع المباني العامة والعسكرية. يرفرف أيضا في مقرات المنظمات الإقليمية والدولية ومراكز البعثات الدبلوماسية التونسية. يتم عرض العلم التونسي خلال الاحتفالات الوطنية ويتم منح الجوائز وفقا لطقوس معينة. وعلاوة على ذلك، منذ سبتمبر 1989، تحية العلم الوطني إلزامي في جميع المدارس التونسية العامة والخاصة.
في الأيام التي يتعين على موكب العلم في المباني العامة أن يكون إجباريا من قبل القانون هي:
| التاريخ               | الاسم              | الملاحظات                                                                    |
| --------------------- | ------------------ | ---------------------------------------------------------------------------- |
| 14 يناير              | عيد الثورة والشباب | الإطاحة بالرئيس زين العابدين بن علي خلال ثورة 2011، يوم عطلة                 |
| 20 مارس               | عيد الاستقلال      | تاريخ الاستقلال (1956)، يوم عطلة                                             |
| 9 أبريل               | عيد الشهداء        | ذكرى قمع مظاهرات القوميين التونسيين من قبل العساكر الفرنسية (1938)، يوم عطلة |
| 25 يوليو              | عيد الجمهورية      | إعلان الجمهورية التونسية (1957)، يوم عطلة                                    |
| 15 أكتوبر             | عيد الجلاء         | خروج أخر القوات الفرنسية من البلاد تحديدا من بنزرت (1963)، يوم عطلة          |
| المصادر: أعلام العالم |                    |                                                                              |

المادة 129 من قانون العقوبات تعاقب إهانة (عن طريق الكلمات أو الكتابات أو الإيماءات أو خلاف ذلك) العلم التونسي - ولكن أيضا لأعلام أجنبية - بالسجن سنة واحدة.

## استعمالات
استعملت ألوان العلم في رموز أخرى من رموز تونس كما في أعلى الشعار، متمثلة في دائرة مع حدود حمراء أُدرج في وسطها هلال ونجمة العلم. بالإضافة إلى ذلك، يتم التعرف على معدات الجيش التونسي بصريا من خلال وجود مدورة. وعلاوة على ذلك، فإن بعض الأحزاب السياسية تعتمد ألوان العلم أو العلم نفسه، بما في ذلك الحزب المنحل التجمع الدستوري الديمقراطي، الحزب الحاكم في عهد الرئيس زين العابدين بن علي، والذي يظهر في شعاره نفرٌ يلوحون بالعلم.
وعلاوة على ذلك، فإن العديد من الطوابع البريدية للبريد التونسي تتسم بوجود بعض مظاهر العلم.

## معرض الصور

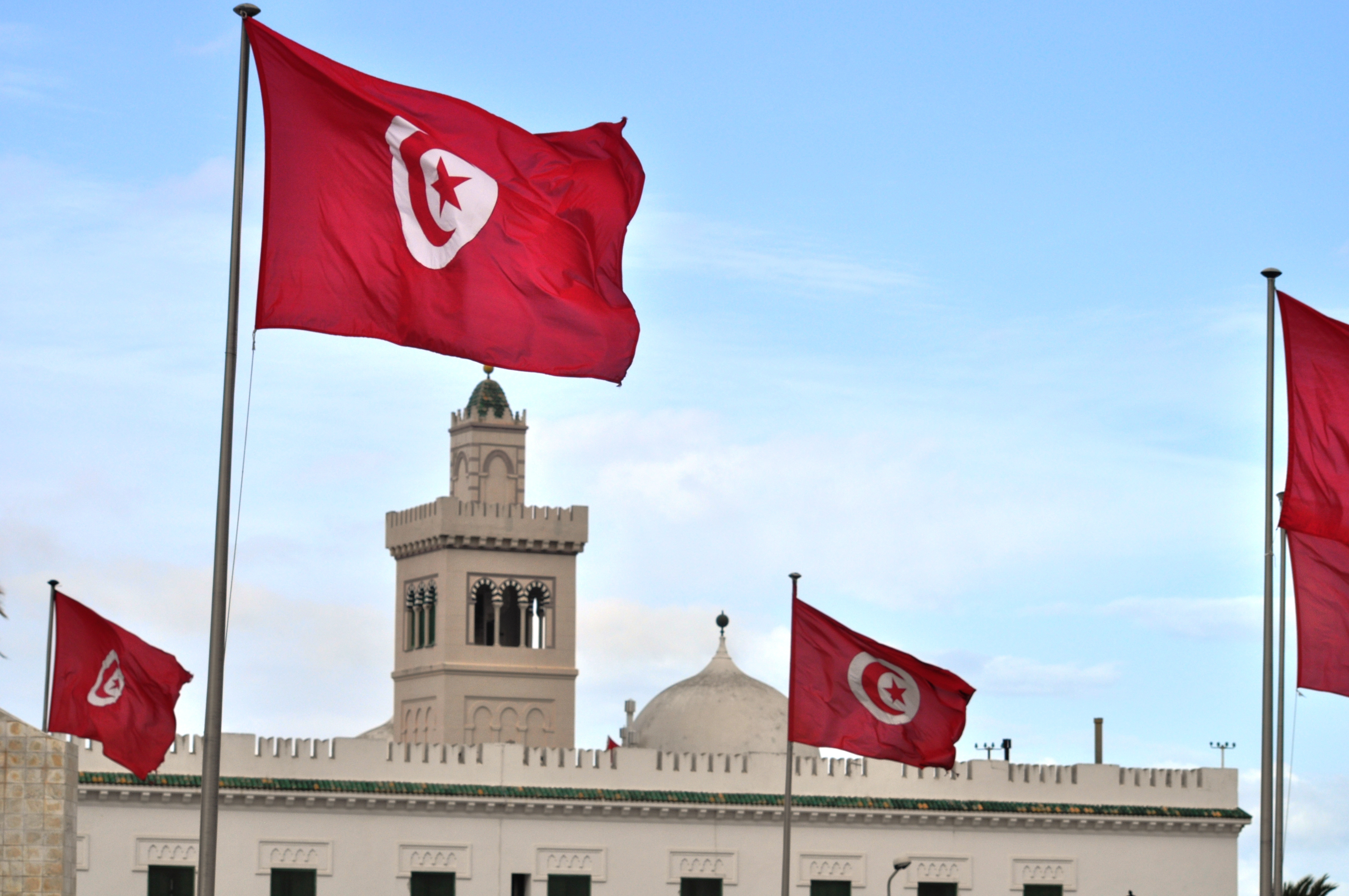
مجموعة أعلام لتونس في المدرسة الصادقية.
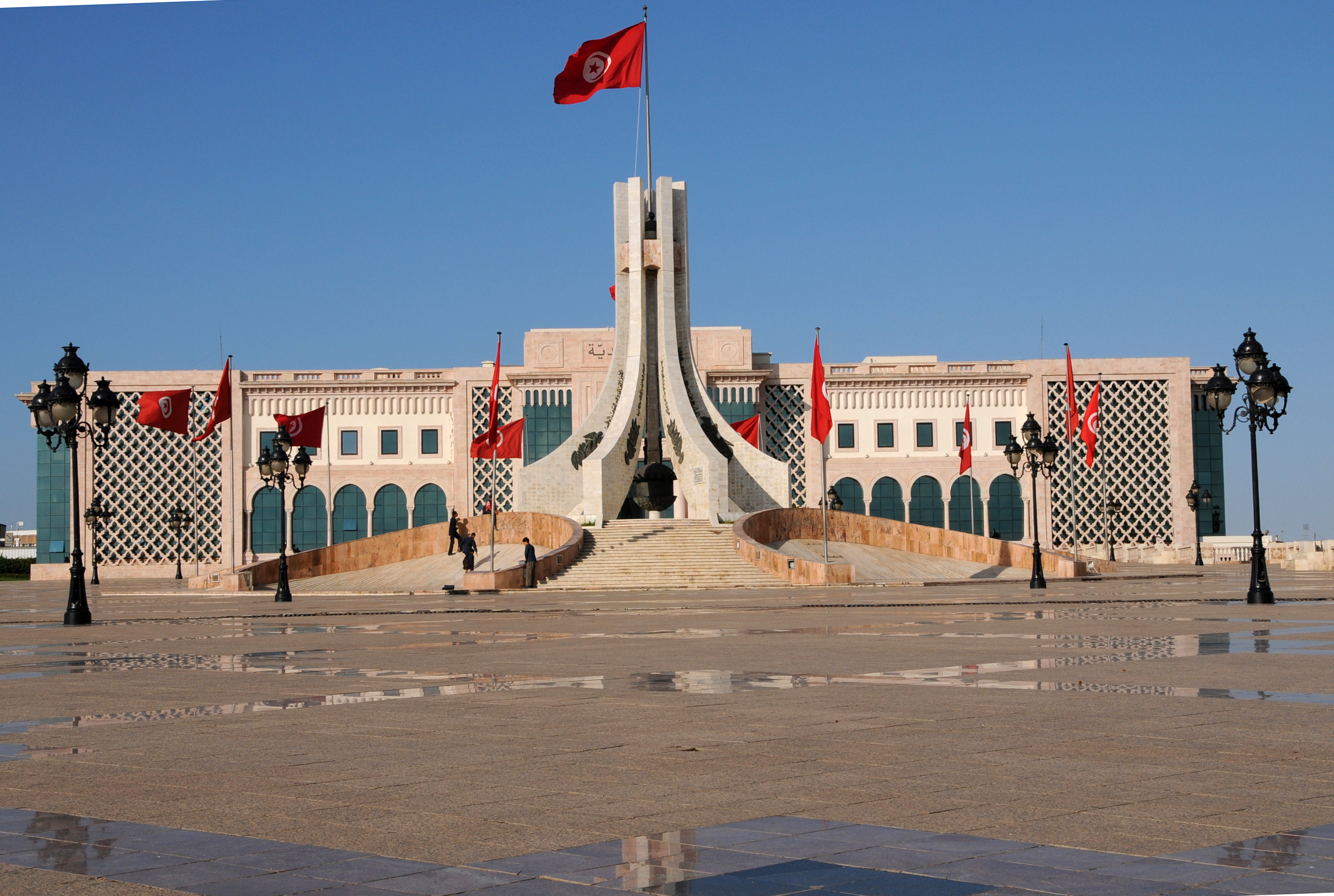
ساحة القصبة مع النصب الوطني يعلوه علم تونس ومبنى البلدية.

## كتب
- Hugon, Henri (1913). Les Emblèmes des beys de Tunis: Etude sur les Signes de l'autonomie Husseinite (بالفرنسية). Paris: Leroux. p. 64. OCLC:962103.
- Lux-Wurm, Pierre C.; Zaragoza, Martha (2001). Les drapeaux de l'islam: de Mahomet à nos jours (بالفرنسية). Paris: Buchet-Chastel. OCLC:48449213. {{استشهاد بكتاب}}: تجاهل المحلل الوسيط |الرقم المعياري= لأنه غير معروف، ويقترح استخدام |ردمك= (help)
- Pierre Charles Lux-Wurm, Les drapeaux de l’islam : de Mahomet à nos jours, éd. Buchet-Chastel, Paris, 2001 (ردمك 9782283018132)
- Collectif, Le Drapeau tunisien, éd. Alif, Tunis, 2006 (ردمك 9789973222107)